# Tahon de la Motte
Tahon de la Motte was een Zuid-Nederlandse adellijke familie.

## Geschiedenis
André Tahon (1610-1684) was stadsbestuurder in Binche en speelde een rol in 1654 voor de verdediging van de stad tegen de Franse troepen van maarschalk Turenne. Hij bekleedde vooral rechterlijke functies. Zijn zoon François Tahon (†1687) stond hem bij vanaf 1660 en volgde hem op in zijn functies en werd raadsheer bij het Soevereine Hof van Henegouwen. Diens zoon, André-François Tahon (1672-1737), licentiaat in de rechten, werd in 1686 raadsheer bij het Soevereine Hof van Henegouwen. In 1727 werd hij lid van de Geheime Raad in Brussel.
Albert Tahon, die tot dezelfde familie behoorde, werd in 1719 in de adel verheven door keizer Karel VI.

## Eugène Tahon
Eugène Joseph Théodore Tahon (Bergen, 30 maart 1746 - aldaar, 9 april 1824), kleinzoon van Albert (voornoemd), was een zoon van André Tahon (1709-1750) en Marie-Thérèse de Biseau de Hauteville (1721-1798). Zijn vader was heer van Vellereille, Haine-Saint-Pierre en Motte. Eugène trouwde in 1780 in Bergen met Léopoldine Houzeau (1755-1784).
Onder het ancien régime was Eugène heer van Vellereille en schepen van Bergen. In 1818, onder het Verenigd Koninkrijk der Nederlanden, werd hij erkend in de erfelijke adel met de titel baron, overdraagbaar bij eerstgeboorte. Hij werd benoemd tot lid van de Ridderschap en de Provinciale Staten van de provincie Henegouwen.
Onder zijn afstammelingen waren:
- François Tahon de la Motte (1781-1842), advocaat en lid van de Provinciale Staten van Henegouwen, trouwde in 1803 in Bergen met Aimée Dirix de Bretel (1784-1867).
  - Charles Tahon de la Motte (1805-1840), trouwde in 1835 in Bergen met Zoé de Preud'homme d'Hailly de Nieuport (1813-1861), kleindochter van burggraaf Constantin de Preud'homme d'Hailly de Nieuport. Ze kregen een zoon.
    - Juliette Tahon de la Motte (1837-1912), laatste naamdrager, trouwde in 1860 in Gondregnies met graaf Émile d'Oultremont (1831-1896), burgemeester van Gondregnies en senator. Ze kregen vijf zoons en twee dochters, met afstammelingen tot heden.

  - Albine Tahon de la Motte (1807-1887), trouwde in 1831 in Bergen met baron Paul Surmont de Volsberghe (1802-1850), kunstschilder, zoon van François Surmont de Volsberghe, gemeenteraadslid van Gent en lid van de Tweede Kamer, en broer van baron Charles Surmont de Volsberghe, lid van de Provinciale Staten van Oost-Vlaanderen, lid van de Tweede Kamer en lid van het Nationaal Congres. Ze kregen een zoon, maar zonder nakomelingen.
- Théodore Tahon de la Motte (1782-1842), lid en penningmeester van de Ridderschap van Henegouwen, kamerheer van koning Willem I en burgemeester van Vellereille-le-Sec en Bergen. In 1825 verkreeg hij de titel baron, overdraagbaar bij eerstgeboorte. Hij bleef vrijgezel.

In 1912 was de familie Tahon de la Motte volledig uitgedoofd.